# Bernard Chadebec
Bernard Chadebec, né en 1942, est un graphiste français.
Il est essentiellement connu pour ses affiches de prévention des risques professionnels, réalisées pour l'Institut national de recherche et de sécurité.

## Biographie

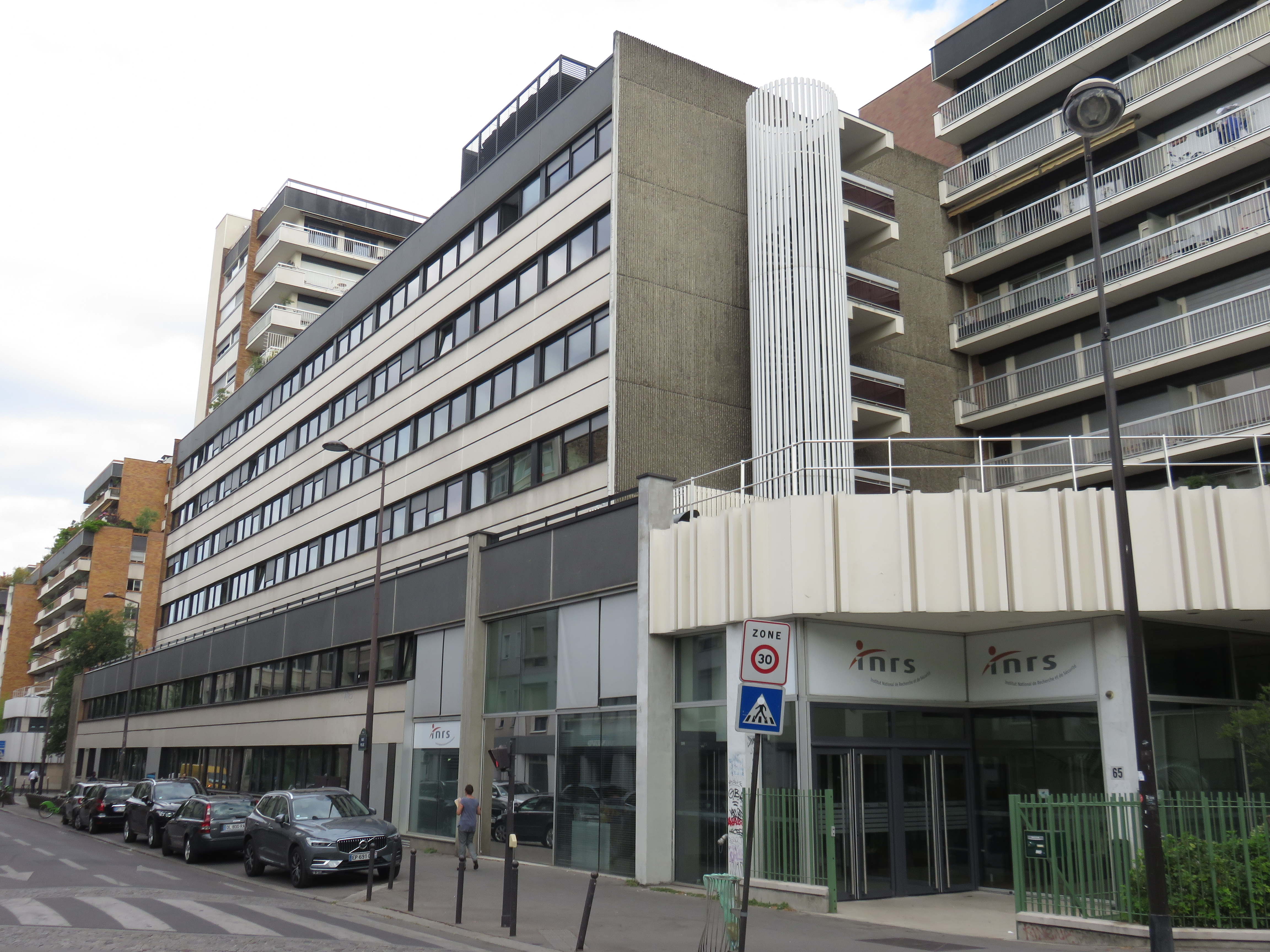
Bernard Chadebec est durant quarante ans salarié de l'INRS.

Bernard Chadebec est diplômé des Arts appliqués à l'industrie. Parmi ses influences, il cite Pablo Picasso, Fernand Léger, Raymond Savignac,, Jacques Auriac, Saul Bass, Maurice Estève, Alfred Manessier, mais aussi les affiches de Mai 68. Plusieurs affiches rappellent aussi les travaux de Paul Rand et Julian Key.
En 1965, il entre à l'Institut national de recherche et de sécurité, une structure qui depuis la fin des années 1950, a décidé d'internaliser une partie de sa production d'outils de communication. Il y côtoie d'autres illustrateurs, comme Michel Trochon, Nicolas Amodéo, Pierrette Vuillamy, Max Dufour ou Jean-Claude Bauer. Il motive sa fidélité par le souci de traiter d'aspects sociaux, qu'il préfère à la démarche publicitaire. Il en demeure salarié jusqu'en 2005. À l'INRS, Bernard Chadebec travaille avec des médecins, des ergonomes, des techniciens et manutentionnaires…

« J'ai fait toute ma carrière à l'INRS, parce que je m'y trouvais très bien. Je prenais un sujet, et je le menais jusqu'au bout (...). C'était une sorte d'engagement. »

— Bernard Chadebec.
Bernard Chadebec, installé à La Frette-sur-Seine, en est élu municipal plusieurs années, notamment adjoint chargé de la culture.

## Œuvre

### Style
Les affiches que Bernard Chadebec réalise pour l'INRS se démarquent des précédentes par leur style très coloré, et le recours à des figures animales pour représenter les travailleurs, que l'auteur juge moins culpabilisatrices,. La période créative de Chadebec correspond en effet à une époque où l'on cesse d'infantiliser les ouvriers,,, et où l'on s'éloigne du ton paternaliste des affiches reprenant les codes de la propagande des années de guerre.
À ses débuts à l'INRS, Bernard Chadebec produit des affiches dont l'esthétique et le vocabulaire s'inscrivent dans la continuité des visuels précédents. D'un style réaliste à ses débuts, l'artiste évolue avec le temps vers des formes à la fois plus stylisées et simplifiées,, de manière à faciliter l'identification de tout un chacun. Parmi les recours récurrents, figurent la technique du papier découpé, les aplats de couleurs vives, les formes géométriques, le pictogramme ; sur le fond, Chadebec utilise beaucoup la métaphore, le comique de situation et la transposition. La production s'inscrit aussi dans un mouvement qui vise à recentrer la pression de la responsabilité des risques professionnels sur les employeurs et le marché du travail, et non plus seulement le seul employé.
Un défi supplémentaire réside en la formulation de messages apposés dans des espaces souvent contraints que sont les ateliers industriels ; plusieurs visuels sont adaptés sous des formats réduits, comme des autocollants placés sur les machines.

« On a affaire à un milieu, où c'est la confusion qui règne. C'est pas fait pour les affiches ! (...) J'ai toujours considéré que l'affiche devait faire tache, c'était la seule manière d'attirer le regard sur elle. »

— Bernard Chadebec.
La fin de la période d'activité de Bernard Chadebec coïncide avec l'émergence de nouveaux types de risques, moins uniformément industriels, liés à la tertiarisation et donc plus difficiles à voir et à représenter. Depuis le départ en retraite de Bernard Chadebec, l'INRS externalise sa production d'affiches à des illustrateurs répondant à des appels d'offres.

#### Exemples
Parmi les affiches les plus connues de Bernard Chadebec, réalisées pour l'INRS et mettant en scène des animaux, figurent notamment les suivantes, toutes produites dans les années 1970 :
- « Toujours réfléchir avant d'agir » (poisson, 1971), affiche considérée comme étant le plus grand succès de B. Chadebec[14].
- « Méfiez-vous d'un mécanisme inconnu » (souris, 1971)
- « Hep ! et vos yeux ? » (chouette, 1974)
- « Un accident... c'est si vite arrivé ! » (chat, 1974)
- « Travaillez toujours avec le protecteur » (crocodile, 1979)
- « Défense de fumer » (éléphant)
- « Sécurité... suffit pas d'en parler » (perroquet, 1979)

### Valorisation
Le Musée des Arts décoratifs de Paris a fait l'acquisition d'une partie de son travail. Les Archives nationales du monde du travail conservent aussi certaines affiches d'époque.
En 2014, le Musée des Arts et Métiers de Paris consacre une exposition aux « trésors de l'INRS », à savoir les affiches produites par l'institut dans les années 1960 à 1980. « Danger ! Trésors de l’INRS », organisée par le collectif Ferraille, présente plusieurs affiches de Chadebec. Cette exposition fait suite à la publication d'un ouvrage consacré au même fonds, réalisé par Cizo et Felder, en 2012. L'exposition comprend également un espace où ces deux derniers, commissaires d'exposition, présentent leurs propres affiches, au propos très politique. L'exposition circule à Aix-en-Provence, Cahors, Nantes et Poitiers,.
En 2016, l'Écomusée du Creusot-Montceau organise une exposition entièrement consacrée au travail de l'artiste, « Chadebec bouscule l’affiche ». L'Écomusée conserve en effet une copie de la quasi-totalité des affiches de prévention des risques, à l'initiative de Daniel Busseuil, notamment celles éditées par l'INRS, dont les fonds ont disparu dans les années 1970 à la suite d'une inondation. Cette exposition est également itinérante, passant entre autres par l'Institut supérieur des beaux-arts de Besançon Franche-Comté et l'Espace Témoin de Genève.